# Parafia Matki Bożej Królowej Polski w Brzączowicach
Parafia Matki Bożej Królowej Polski w Brzączowicach – rzymskokatolicka parafia znajdująca się w archidiecezji krakowskiej, w dekanacie Myślenice, w Polsce.